# 崔玉英
崔玉英（1958年5月—），山东昌乐人，生于西藏波密，女，藏族，曾任福建省政协主席、党组书记。现任第十四届全国政协港澳台侨委员会副主任，中央第八生态环境保护督察组组长

## 生平
1980年2月加入中国共产党，1975年8月参加工作，中央党校研究生学历，高级经济师。
毕业于西藏农牧学院。1997年，担任中国人民保险公司西藏自治区分公司党委书记、总经理。2002年，任西藏自治区政府副主席。2006年10月，任中共西藏自治区党委常委、宣传部部长，政府副主席。2011年12月，任中共中央对外宣传办公室副主任、国务院新闻办公室副主任。2015年，任中共中央宣传部副部长、国务院新闻办公室副主任。2018年1月，任福建省政协党组书记。2018年1月，当选第十三届全国政协委员。2018年1月29日，当选福建省政协主席。2023年1月13日，卸任福建省政协主席。